# У темному-темному лісі
«У те́мному-те́мному лі́сі» (англ. Into the Woods) — американське пригодницьке фентезі режисера і продюсера Роба Маршалла, що вийшло 2014 року. У головних ролях Меріл Стріп, Емілі Блант, Джеймс Корден.
Вперше фільм продемонстрували 8 грудня 2014 року у Нью-Йорку, США. В Україні показ фільму розпочався 25 грудня 2014 року.

## Сюжет
Стрічка переносить нас у фентезійний світ казок братів Грімм. Зла відьма наклала прокляття на Булочника і його дружину — у них не може бути дітей. Сім'я перепробувала все, останнє, що їм залишається — це піти до самої відьми. Дорогою вони зустрінуться зі всіма персонажами казок братів Грімм.

## Творці фільму

### Знімальна група
Кінорежисер — Роб Маршалл, сценаристом був Джеймс Лапін, кінопродюсерами — Джон ДеЛука, Роб Маршалл, Каллум МакДуґалл і Марк Платт. Композитор: Стівен Сондгайм, кінооператор — Діон Бібі, кіномонтаж: Ваєт Сміт. Підбір акторів — Тіффані Літтл Кенфілд, Франсін Майслер і Бернард Телсі, художник-постановник: Денніс Ґасснер, артдиректор: Ендрю Беннетт, Бен Коллінз, Кріс Лоу і Мері Макензі, художник по костюмах — Коллін Етвуд.

### У ролях
| Актор             | Персонаж                                       |
| ----------------- | ---------------------------------------------- |
| Меріл Стріп       | Відьма англ. The Witch                         |
| Емілі Блант       | Дружина Булочника англ. The Baker's Wife       |
| Джеймс Корден     | Булочник англ. The Baker                       |
| Анна Кендрік      | Попелюшка англ. Cinderella                     |
| Кріс Пайн         | Принц Попелюшки англ. Cinderella's Prince      |
| Крістін Баранскі  | мачуха Попелюшки англ. Cinderella's Stepmother |
| Джонні Депп       | Вовк англ. The Big Bad Wolf                    |
| Лілла Кроуфорд    | Червона шапочка англ. Little Red Riding Hood   |
| Деніел Гаттлстоун | Джек англ. Jack                                |
| МакКензі Мозі     | Рапунцель англ. Rapunzel                       |
| Біллі Маґнуссен   | Принц Рапунцель англ. Rapunzel's Prince        |

## Український дубляж
Фільм дубльовано студією «Le Doyen» на замовлення «Disney Character Voices International» у 2014 році.
- Переклад — Роман Кисельов
- Режисер дубляжу — Анна Пащенко
- Творчий консультант — Magdalena Dziemidowicz
- Мікс-студія — Shepperton International
- Диктор — Олександр Ігнатуша
- Ролі дублювали: Дарина Муращенко, Максим Чумак, Роман Чорний, Катерина Качан, Наталя Ярошенко, Аліна Проценко, Вікторія Хмельницька, Валентина Сова, Єлизавета Мастаєва, Ніна Касторф, Олександр Ігнатуша, Людмила Ардельян, Андрій Самінін, Юрій Сосков, Антоніна Хижняк, Людмила Суслова, Іван Розін, Дмитро Вікулов, Петро Сова, Катерина Башкіна-Зленко, Ганна Соболєва, Дмитро Бузинський, Олексій Череватенко.

## Сприйняття

### Критика
Фільм отримав позитивні відгуки: Rotten Tomatoes дав оцінку 70 % на основі 142 відгуків від критиків (середня оцінка 6,6/10) і 60 % від глядачів зі середньою оцінкою 3,4/5 (60,824 голоси). Загалом на сайті фільми має позитивний рейтинг, фільму зарахований «стиглий помідор» від кінокритиків і «попкорн» від глядачів, Internet Movie Database — 7,2/10 (10 389 голосів), Metacritic — 70/100 (38 відгуків критиків) і 6,9/10 від глядачів (87 голосів). Загалом на цьому ресурсі від критиків і від глядачів фільм отримав позитивні відгуки.

### Касові збори
Під час показу у США, що розпочався 25 жовтня 2014 року, протягом першого тижня фільм був показаний у 2,440 кінотеатрах і зібрав 31,051,923 $, що на той час дозволило йому зайняти 2 місце серед усіх прем'єр. Станом на 21 грудня 2014 року показ фільму триває 7 днів (1 тиждень) і за час показу фільм зібрав у прокаті у США 64,078,000  доларів США (за іншими даними 58,770,278 $), а у решті світу 2,700,000 $, тобто загалом 66,778,000 $ (за іншими даними 61,470,278 $) при бюджеті 50 млн $.

### Нагороди і номінації[10]
| Рік  | Нагорода                | Категорія                                                    | Номінант                    | Результат |
| ---- | ----------------------- | ------------------------------------------------------------ | --------------------------- | --------- |
| 2015 | Премія «Золотий глобус» | Найкращий фільм (комедія або мюзикл)                         | стрічка                     | Номінація |
| 2015 | Премія «Золотий глобус» | Найкраща жіноча роль (комедія або мюзикл)                    | Емілі Блант                 | Номінація |
| 2015 | Премія «Золотий глобус» | Найкраща жіноча роль другого плану                           | Меріл Стріп                 | Номінація |
| 2015 | Премія «Оскар»          | Найкраща жіноча роль другого плану                           | Меріл Стріп                 | Номінація |
| 2015 | Премія «Оскар»          | Найкраща робота художника-постановника, художника-декоратора | Денніс Гасснер, Анна Піннок | Номінація |
| 2015 | Премія «Оскар»          | Найкращий дизайн костюмів                                    | Коллін Етвуд                | Номінація |

### Виноски
1. 1 2  Into the Woods: Release Info (англ.). Internet Movie Database. Процитовано 2 січня 2015.
2. 1 2  У темному-темному лісі. Kino-teatr.ua. Процитовано 2 січня 2015.
3. 1 2 3 4 5 6  Into the Woods (англ.). The-numbers.com. Процитовано 2 січня 2015.
4. 1 2 3 4  Into the Woods (англ.). Box Office Mojo. Процитовано 2 січня 2015.
5. 1 2  Into the Woods (англ.). Internet Movie Database. Процитовано 2 січня 2015.
6. ↑  Into the Woods (англ.). Allmovie. Процитовано 2 січня 2015.
7. ↑  Into the Woods: Full Cast & Crew (англ.). Internet Movie Database. Процитовано 2 січня 2015.
8. ↑  Into the Woods (англ.). Rotten Tomatoes. Процитовано 2 січня 2015.
9. ↑  Into the Woods (англ.). Metacritic. Процитовано 2 січня 2014.
10. ↑  Into the Woods: Awards (англ.). Internet Movie Database. Процитовано 2 січня 2015.